# Christian Schulz
Cristian Schulz (Bassum, 1 april 1983) is een Duits voetballer die als centrale verdediger en als linksachter uit de voeten kan. Hij verruilde in juli 2016 Hannover 96 voor Sturm Graz. Schulz debuteerde in 2004 in het Duits voetbalelftal.

## Clubcarrière
Schulz werd op twaalfjarige leeftijd opgenomen in de jeugdopleiding van Werder Bremen. In 2001 maakte hij deel uit van het tweede elftal van de club. Zijn debuut in de hoofdmacht volgde op 13 februari 2003, in een wedstrijd tegen 1. FC Nürnberg. In de vijf jaar dat hij in Bremen speelde, kwam hij net tot iets meer dan honderd competitiewedstrijden in het eerste elftal.
Schulz maakte in 2007 de overstap naar Hannover 96. Hiervoor speelde hij in het seizoen 2013-2014 zijn 200ste competitiewedstrijd. In de zomer van 2016 maakte hij de overstap naar het Oostenrijkse Sturm Graz. In de negen dat hij voor Hannover speelde had Schulz in 255 competitiewedstrijden meegespeeld.

## Internationaal
Schulz  maakte op 16 december 2004 zijn debuut in het Duits voetbalelftal, in een vriendschappelijke wedstrijd tegen Japan.

## Erelijst
| Kampioen Bundesliga | 1x | 2003/04 |
| DFB-Pokal           | 1x | 2003/04 |
| Ligapokal           | 1x | 2006    |

1 Kahn ·
2 Hinkel ·
3 Friedrich ·
4 Huth ·
5 Owomoyela ·
6 Engelhardt ·
7 Schweinsteiger ·
8 Frings ·
9 Hanke ·
10 Deisler ·
11 Brdarić ·
12 Lehmann ·
13 Ballack  ·
14 Asamoah ·
15 Ernst ·
16 Hitzlsperger ·
17 Mertesacker ·
18 Borowski ·
19 Schneider ·
20 Podolski ·
21 Schulz ·
22 Kurányi ·
23 Hildebrand ·
Coach: Klinsmann